# Goodlettsville
Goodlettsville es una ciudad ubicada en los condados de Davidson y Sumner en el estado estadounidense de Tennessee. En el Censo de 2010 tenía una población de 15.921 habitantes y una densidad poblacional de 429,36 personas por km².

## Geografía
Goodlettsville se encuentra ubicada en las coordenadas 36°19′59″N 86°42′15″O / 36.33306, -86.70417. Según la Oficina del Censo de los Estados Unidos, Goodlettsville tiene una superficie total de 37.08 km², de la cual 36.64 km² corresponden a tierra firme y (1.2%) 0.45 km² es agua.

## Demografía
Según el censo de 2010, había 15.921 personas residiendo en Goodlettsville. La densidad de población era de 429,36 hab./km². De los 15.921 habitantes, Goodlettsville estaba compuesto por el 0.07% blancos, el 0.02% eran afroamericanos, el 0.24% eran amerindios, el 2.45% eran asiáticos, el 0.11% eran isleños del Pacífico, el 1.75% eran de otras razas y el 2.23% pertenecían a dos o más razas. Del total de la población el 4.01% eran hispanos o latinos de cualquier raza.